# Let Me In (filme)
Let Me In (bra: Deixe-me Entrar; prt: Deixa-me Entrar) é um filme de terror e romance de 2010, dirigido por Matt Reeves. Baseia-se no filme sueco de 2008 Låt den rätte komma in, dirigido por Tomas Alfredson, e o romance de mesmo nome de John Ajvide Lindqvist. O filme conta a história de um garoto de 12 anos que é intimidado e se torna amigo e desenvolve um relacionamento romântico com uma criança vampira em Los Alamos, Novo México, durante o início dos anos 1980.

## Enredo
Novo México, 1980. Uma ambulância chega para levar um paciente desconhecido. Um policial (Elias Koteas) lhe pergunta se ele é um satanista. Depois de alguns minutos, este paciente pula da janela para morrer deixando apenas um bilhete: "Me desculpe Abby".
Flashback, duas semanas antes. Um garoto (Kodi Smit-McPhee) estava cantando para si mesmo até que sua mãe (Cara Buono) o chama para jantar. A mãe de Owen é uma mulher solitária que foi abandonada pelo marido e é bastante religiosa. Depois do jantar, Owen pega uma faca, vai ao seu quarto e fica imitando um assassino, aplicando golpes imaginários. Depois, Owen vai espiar seus vizinhos usando um pequeno telescópio. Ele vê um casal se beijando, um cara praticando musculação e por final, uma garota (Chloe Moretz), com seu "pai" (Richard Jenkins) carregando um baú grande. Estranhamente, ela está descalça.
Na escola, Owen é intimidado por valentões que o humilham por meio de um cuecão, o que faz Owen chorar de dor e urinar-se.
Owen e Abby se tornam vizinhos e se encontram num parquinho no condomínio deles. Eles começam a conversar e ele descobre que o nome dela é Abby. A princípio ela diz a Owen que eles não podem ser amigos, o que o deixa intrigado.
Na segunda vez que ele se encontra com Abby, ele está brincando com um cubo mágico. Ele a empresta para tentar resolver. Depois que se separam, Abby vai "caçar", já que seu pai falhou ao matar um jovem para colher o sangue que a menina iria beber, derrama todo o sangue por acidente. Ela finge que levou uma queda e ficou machucada e termina por matar um homem que se prontificou a ajudá-la.
Na hora da escola, Owen estava escrevendo algumas mensagens em código Morse para conversar com Abby enquanto assistia Romeu e Julieta. Quando se recusa a mostrar para os valentões, o chefe o acerta no rosto com uma antena de metal, deixando um machucado na bochecha.
Amedrontado pelos valentões, Owen mente para sua mãe dizendo que se feriu ao cair no pátio, mas para Abby, ele diz a verdade e ela o encoraja a enfrentar os colegas. Owen a convida para ir a um fliperama e compra um dos doces favoritos dele. Abby não quis, inicialmente, mas depois, prova um de sabor uva. Quando Owen a vê vomitando no chão, ele a abraça com pena dela.
Thomas, o "pai" de Abby, sai para conseguir sangue para ela, assassinando alguém, mas falha. Para esconder sua identidade, joga ácido sobre o seu rosto e mãos. Ele é levado pela polícia para um hospital. Mais tarde, quando Abby vai visitá-lo, ele a beija e oferece seu pescoço para ser mordido por ela. Depois que Abby suga seu sangue, ele cai da janela do hospital, onde morre.
Abby vai até a casa de Owen suja de sangue, pergunta se pode entrar, ele deixa. Então, ela pede para que Owen não a olhe, mas explica que para ela entrar, ele precisa dizer que deixa. Ele deixa, ela entra, tira a roupa e deita-se com ele. Eles dormem juntos, mas Abby desaparece na manhã seguinte.
Na escola Owen vai para um campo de patinação no gelo ao ar livre e termina por acertar a orelha do chefe dos valentões ao se defender de uma investida do chefe da gangue da escola, que sangra.
Quando conta para Abby, ela o beija. Num esconderijo, Owen corta o dedo com um canivete para fazer um pacto com Abby. O sangue se derrama pelo piso. Abby perde o controle, assume sua forma real, lambe o sangue no chão e em seguida sai correndo para evitar matá-lo também. Já na rua, sobe rapidamente numa árvore e ataca uma das vizinhas (Sasha Barrese) que passava com um cão, mas o seu esposo a salva de Abby. A mulher é levada ferida ao hospital e lá se transforma também em vampira, porém acaba morrendo ao pegar fogo por causa da exposição a luz do sol.
Abby conta a Owen sobre a sua sede por sangue e o menino vê uma foto do "pai" de Abby quando tinha 12 anos e Abby tinha a mesma fisionomia, o menino se afasta e então Abby o procura. A menina vai embora em um táxi durante a noite, depois de matar o policial que fazia a investigação do caso de seu "pai" e esconderem o corpo no esconderijo dos meninos no condomínio.
Owen é encurralado pelos valentões e o irmão mais velho do líder da gangue escolar na piscina olímpica da escola e fazem a ele um desafio injusto e forçado: ele deve ficar debaixo d'água por três minutos ou ter um dos olhos arrancados. Quando o irmão mais velho o afoga na piscina, ele ouve os valentões gritando, porque Abby apareceu e os matou de forma totalmente violenta, ficando os pedaços dos corpos por todo o ginásio e piscina. Owen, então, segue viagem com Abby, passando a ser o seu cuidador.

### Epílogo
Owen viaja durante o dia num trem trocando mensagens em código Morse com Abby, escondida dentro de um baú, e ele se torna por fim o seu novo guardião e protetor.

## Elenco
- Kodi Smit-McPhee como Owen.
- Chloë Grace Moretz como Abby.
- Richard Jenkins como Thomas, o guardião de Abby.
- Cara Buono como mãe de Owen.
- Elias Koteas como a voz do pai de Owen.
- Sasha Barrese como Virgínia (a mulher com o cão).
- Dylan Minnette, Jimmy "Jax" Pinchak, Nicolai Dorian e Brett DelBuono como os valentões.
- Ritchie Coster como Mr. Zoric.

## Recepção
No agregador de críticas dos Estados Unidos, o Rotten Tomatoes, na pontuação onde a equipe do site categoriza as opiniões da  grande mídia e da mídia independente apenas como positivas ou negativas, o filme tem um índice de aprovação de 88% calculado com base em 220 comentários dos críticos. Por comparação, com as mesmas opiniões sendo calculadas usando uma média aritmética ponderada, a nota alcançada é 7,6/10 que é seguida do consenso dizendo que, "semelhante ao original de todas as maneiras certas - mas com mudanças suficientes para se manter por conta própria (...) é a rara refilmagem de Hollywood que não adiciona insulto à inspiração".
Em outro agregador de críticas também dos Estados Unidos, o Metacritic, que calcula as notas das opiniões usando somente uma média aritmética ponderada de determinados veículos de comunicação em maior parte da grande mídia, tem uma pontuação de 78/100, alcançada com base em 35 avaliações da imprensa anexadas no site, com a indicação de "revisões
Stephen King escreveu que "Let Me In" é um triunfo do gênero arrebentando. Não apenas um filme de terror, mas o melhor filme de terror americano nos últimos 20 anos."
Joe Morgenstern do The Wall Street Journal escreveu que o filme "é mais do que um remake respeitoso;" Let Me In "é silenciosamente elegante e completamente frio em seu próprio direito."
Lou Lumenick do The New York Post chamou de "o mais assustador, mais apavorante e filme de terror mais elegantemente filmado eu já vi em anos -. Impulsiona positivamente uma estaca em competição".
A.O. Scott, do New York Times disse que "o que faz Let Me In tão assustadoramente fascinante é o humor que ele cria. É ao mesmo tempo artística e despretensiosa, mais interessado em intimidade e implicação do que em sustos fáceis ou efeitos lisos."
Roger Ebert do Chicago Sun-Times elogiou o filme, enquanto comparando-o com o original. Ele afirmou: "Reeves entende o que fez o primeiro filme tão estranho e eficaz, e aqui as mesmas coisas trabalham de novo."
O crítico de cinema da Rolling Stone, Peter Travers, que era inicialmente cético, deu ao filme uma crítica positiva ao escrever: "Eu tinha certeza de que qualquer remake de Hollywood do filme de vampiro sueco ardiloso de Tomas Alfredson, Let the Right One In, seria um profanação grosseira. Bem, colora me corando" e "prepare-se para se impressionar".